# Hipòtesi del fill atractiu

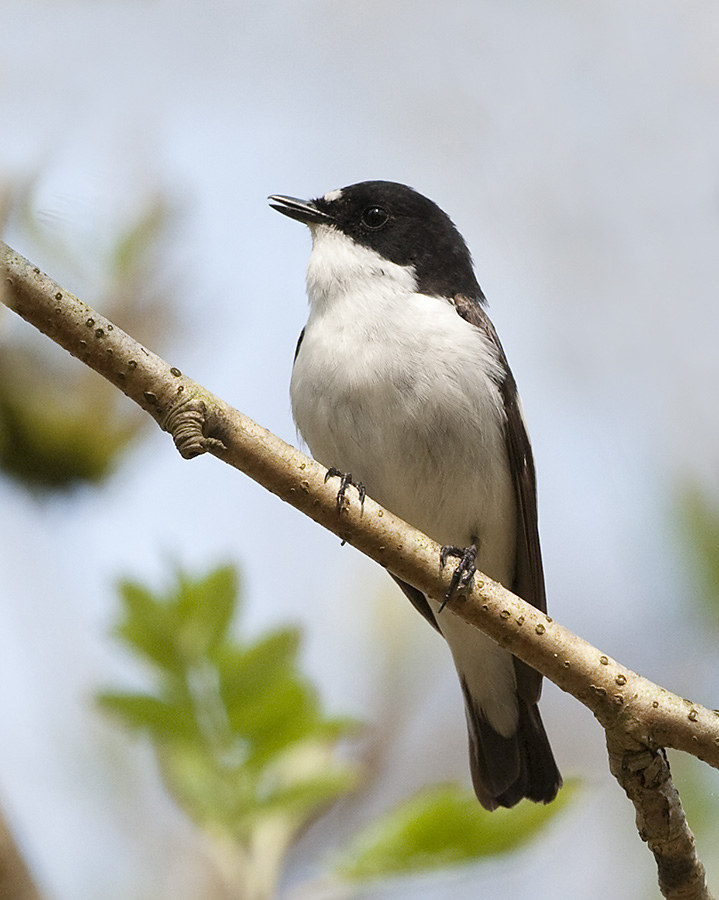
Mastegatatxes

En biologia evolutiva, la hipòtesi del fill atractiu és una hipòtesi plantejada per Ronald Fisher el 1930, segons la qual la millor opció per a una femella que hagi de triar entre diversos mascles és aquell que tingui gens que li permetin engendrar els descendents amb el major grau d'èxit reproductiu. Una de les coses que implica la hipòtesi és que la idoneïtat de la parella potencial com a cuidador de les cries i altres beneficis que el pare pugui oferir a la mare (p. ex., regals o un bon territori) no afecten de cap manera el seu valor com a pare potencial de la descendència de la femella. Segons el principi de Fisher, la gran majoria d'espècies tenen aproximadament el mateix nombre de mascles i de femelles. Tanmateix, l'objectiu principal d'una femella és tenir «fills atractius» que tinguin un gran èxit reproductiu (fet que és més probable si el pare és promiscu), car aquests fills engendraran molts descendents portadors dels gens de la femella. Aquesta hipòtesi sobre la selecció sexual s'ha investigat en espècies com ara el mastegatatxes.